# 세토역
세토역(일본어: 瀬戸駅 세토에키[*])는 일본 오카야마현 오카야마시 히가시구에 있는 서일본여객철도 산요 본선의 철도역이다.

## 승강장

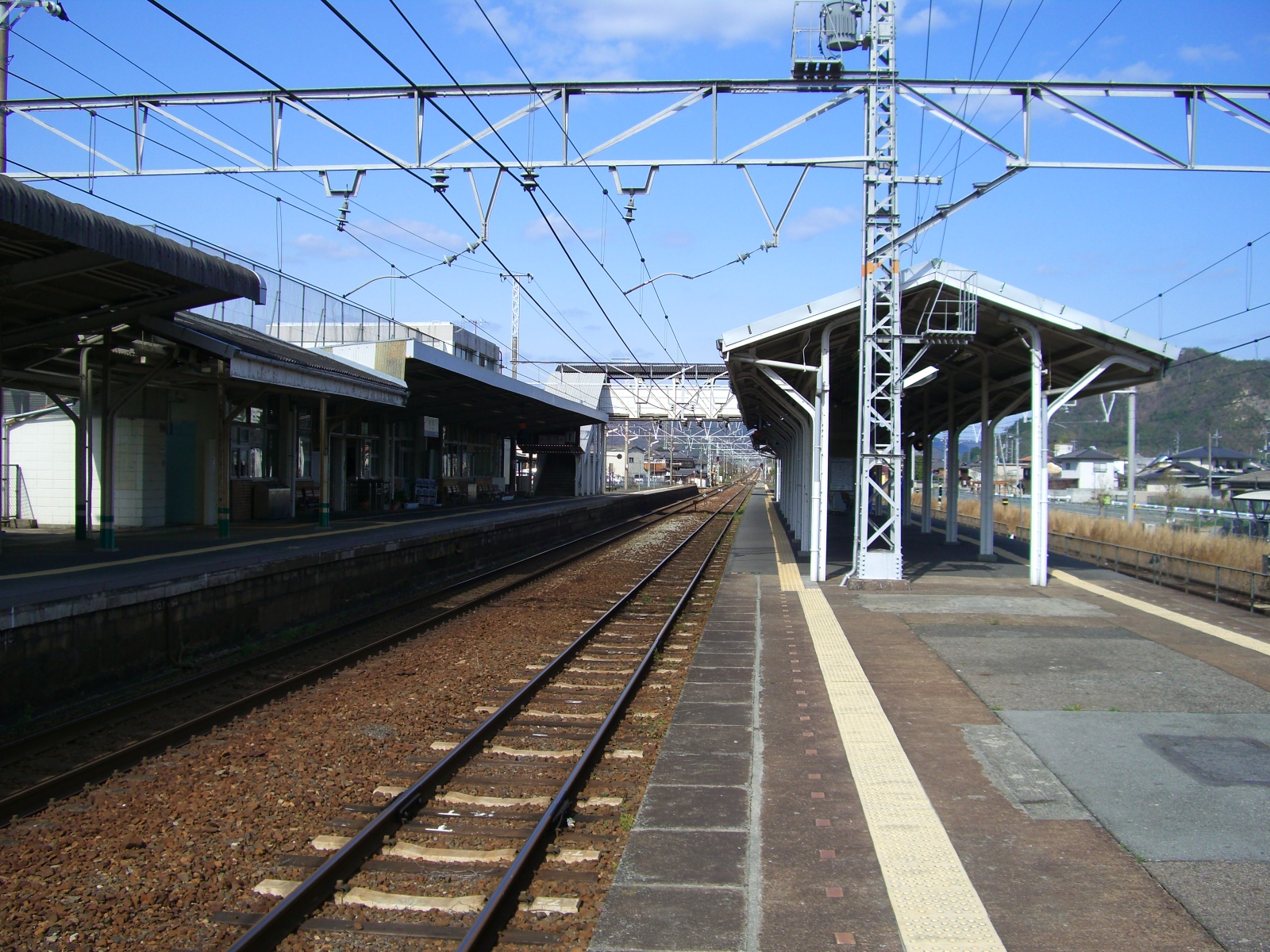
플랫폼

| 1    | ■산요 본선 | 상행선 | 히메지・와케 방면             | 그러나 특급 대피시 2 번 승차장             |
| 2・3 | ■산요 본선 | 하행선 | 오카야마・후쿠야마・니미 방면 | 2 번 승강장은 본 역 첫차, 대피 용에 한한다 |

## 역사
- 1891년 3월 18일: 영업 개시.